# مستعمره (فیلم ۲۰۰۹)
«مستعمره» (انگلیسی: Colony) فیلمی در ژانر مستند است که در سال ۲۰۰۹ منتشر شد.